# Cacatua-rosa
A cacatua-rosa (Lophocroa leadbeateri), também conhecida como Cacatua do Major Mitchell, é uma cacatua de tamanho médio, restrita às áreas áridas e semi-áridas do interior da Austrália. Ela era geralmente colocada no gênero Cacatua em épocas recentes, embora as evidências disponíveis sugiram que esta espécie deva ser colocada num gênero monotípico, Lophocroa (Brown & Toft, 1999), sendo tal seguido na lista do Congresso Ornitológico Internacional.

## Características
Se alimentam basicamente de vegetais. Usam o bico para quebrar e abrir sementes e nozes ou para morder frutos. A maxila superior, maior que a inferior, tem relativa mobilidade. Termina em um gancho pontudo, que utiliza para se alimentar e escalar. A língua costuma ser grossa e áspera.
A Cacatua Rosa é grande, gulosa, curiosa e, quando não está disposta à brincadeiras, não hesita em bicar o dedo do "colega". Com as cores de sua plumagem e de seu bico, é considerada a mais bonita das cacatuas. É nomeada em homenagem ao Major Sir Thomas Mitchell, que escreveu: "Poucas são as aves que podem dar vida as florestas monótonas da Austrália como esta linda ave de asas com plumas rosa e a crista florida".